# Alberto Rio
Alberto Rio (9 gennaio 1892 – 15 dicembre 1978) è stato un calciatore portoghese, di ruolo attaccante.

## Carriera

### Nazionale
Ha collezionato 2 presenze con la maglia della Nazionale.

## Statistiche

### Presenze e reti in Nazionale
| Cronologia completa delle presenze e delle reti in nazionale ― Portogallo | Cronologia completa delle presenze e delle reti in nazionale ― Portogallo | Cronologia completa delle presenze e delle reti in nazionale ― Portogallo | Cronologia completa delle presenze e delle reti in nazionale ― Portogallo | Cronologia completa delle presenze e delle reti in nazionale ― Portogallo | Cronologia completa delle presenze e delle reti in nazionale ― Portogallo | Cronologia completa delle presenze e delle reti in nazionale ― Portogallo | Cronologia completa delle presenze e delle reti in nazionale ― Portogallo |
| Data                                                                      | Città                                                                     | In casa                                                                   | Risultato                                                                 | Ospiti                                                                    | Competizione                                                              | Reti                                                                      | Note                                                                      |
| ------------------------------------------------------------------------- | ------------------------------------------------------------------------- | ------------------------------------------------------------------------- | ------------------------------------------------------------------------- | ------------------------------------------------------------------------- | ------------------------------------------------------------------------- | ------------------------------------------------------------------------- | ------------------------------------------------------------------------- |
| 17-11-1922                                                                | Lisbona                                                                   | Portogallo                                                                | 1 – 2                                                                     | Spagna                                                                    | Amichevole                                                                | -                                                                         |                                                                           |
| 16-11-1923                                                                | Siviglia                                                                  | Spagna                                                                    | 3 – 0                                                                     | Portogallo                                                                | Amichevole                                                                | -                                                                         | Cap.                                                                      |
| Totale                                                                    |                                                                           | Presenze                                                                  | 2                                                                         |                                                                           | Reti                                                                      | 0                                                                         |                                                                           |